# The Magical Delights of Stevie Nicks
The Magical Delights of Stevie Nicks es el décimo episodio de la tercera temporada y trigésimo quinto episodio a lo largo de la serie de televisión estadounidense antológica American Horror Story. El episodio fue escrito por James Wong y dirigido por Alfonso Gomez-Rejon. Se estrenó el 8 de enero de 2014 en Estados Unidos por el canal de televisión por cable FX.
En este episodio, Fiona (Jessica Lange) intenta descubrir a la próxima Suprema con una visita de Stevie Nicks y Madison (Emma Roberts) intenta eliminar su competencia por la Supremacía. El episodio está inspirado en rumores de la vida real sobre la supuesta participación de Stevie Nicks en la brujería. Este es también su debut como actriz. Angela Bassett, Danny Huston y Patti LuPone también son estrellas invitadas como Marie Laveau, el hachero y Joan Ramsey, respectivamente. Este episodio está clasificado como TV-MA (LV).

## Argumento
Poco después de estar albergada en el aquelarre, en medio de la noche, Marie Laveau (Angela Bassett) roba a un bebé recién nacido de un hospital, después de que se le recuerde un viejo acuerdo con fuerzas oscuras en forma de Papa Legba (Lance Reddick). Al día siguiente, Fiona (Jessica Lange), al descubrir que Hank (Josh Hamilton) fue contratado por Laveau, está furiosa de que Cordelia (Sarah Paulson) haya permitido la entrada de cazadores de brujas al Aquelarre y planea un plan contra ellos antes de que vuelvan a atacar.
Más tarde, Misty Day (Lily Rabe) se siente abrumada cuando se la presenta a Stevie Nicks, quien le regala su chal de marca registrada a Misty como un amuleto de la suerte para la prueba de las siete maravillas. Por la noche, Marie Laveau cuida a Fiona, debilitada de ejecutar un hechizo para arruinar a Delphi Trust (el rico frente de los cazadores de brujas); Laveau luego revela la fuente de su inmortalidad: "venderle su alma a Papá Legba, un antiguo espíritu vudú, y obedecer sus órdenes una vez al año sin importar lo que suceda", que en el caso de Marie es darle una vida inocente comenzando con su bebé hace siglos.
Madison (Emma Roberts) revela a Nan (Jamie Brewer) y Zoe (Taissa Farmiga) que desde su revitalización, su soplo cardíaco ha desaparecido, lo que la hace elegible para ser la nueva Suprema. Nan responde que también podría ser la nueva Suprema, ya que ha desarrollado poderes de control mental. Nan y Zoe llegan al hospital para visitar a Luke, pero se les dice que ha muerto. En un desfile fúnebre para los que murieron en la peluquería de Marie Laveau, Madison desafía a Misty a que sea tan poderosa como ella. Ella lo demuestra al devolver a un hombre a la vida en el cementerio. Mientras Misty se para sobre el ataúd ahora vacío del hombre, Madison la golpea en la cabeza y la entierra viva, robándole el chal en el proceso. Más tarde esa noche, Nan usa sus ahora mayores poderes para forzar mentalmente a Joan (Patti LuPone) a suicidarse tomando lejía como castigo por asesinar a su hijo y hacer que lo cremaran para que no pudiera resucitarlo.
De vuelta en la escuela, Cordelia se derrumba, sintiéndose inútil y responsable de la guerra inminente. Poco después, Delphi Trust, perdiendo la mitad de sus finanzas en menos de 10 minutos, sospecha de la influencia de la brujería y comienza a planear el exterminio del Aquelarre. Fiona convoca a Papa Legba, ofreciendo su alma a cambio de la eterna juventud y dispuesta a hacer cualquier petición, pero el espíritu rechaza el trato porque afirma que "no tiene alma para dar". Después de esto, irónicamente se decide a matar a todas las del Aquelarre para asesinar a la nueva Suprema.
Marie y Fiona deciden deshacerse de Nan, ya que la consideran demasiado peligrosa después de que encuentra al recién nacido robado de Papa Legba y comienza a afirmar que sería una Suprema mejor y más amable. La ofrecen como un sacrificio a Papa Legba, ahogándola en la bañera. A regañadientes, acepta al sustituto del recién nacido y advierte a Laveau y Fiona de estar "en problemas" juntas. Más tarde, Fiona, angustiada por su salud y los acontecimientos recientes, llora mientras escucha a Nicks tocar "Has Anyone Ever Written Anything for You?" en el piano de la Academia.

## Recepción

### Audiencia
El episodio fue visto por 3.49 millones de espectadores en su estreno en Estados Unidos, recibiendo 1.8 millones entre los espectadores entre 18-49 años, una disminución con respecto al episodio anterior.

### Crítica
El sitio web del agregador de reseñas Rotten Tomatoes le dio una calificación de aprobación del 77% para el episodio, en base a 13 reseñas, con una calificación promedio de 7.83/10. El consenso del sitio web dice: "la estrella de rock titular proporciona la base para "The Magical Delights of Stevie Nicks", un episodio divertido que se vuelve más audaz a medida que avanza, incluso si los personajes y las historias se vuelven más difíciles de seguir." Todd VanDerWerff de The A.V. Club le dio al episodio una calificación de A-, diciendo: ""The Magical Delights of Stevie Nicks" es, con mucho, el mejor episodio de esta temporada de American Horror Story. Liberado de las limitaciones de sus interminables círculos y con un villano real con quien enfrentarse, los personajes del programa comienzan realmente a hacer cosas y el impulso de la serie crece exponencialmente." Sin embargo, agregó: "También es un episodio de televisión completamente ridículo." Matt Fowler, de IGN, le dio al episodio una calificación de 7.3/10 y dijo: "Mientras ofrecía algunos momentos sorprendentes, "The Magical Delights of Stevie Nicks" seguía siendo la entrada más débil de Coven. El peligro de los enfermos y depravados cayó en el camino, reemplazado con competitividad por la Supremacía."